# Cis tridentatus
Cis tridentatus es una especie de coleóptero de la familia Ciidae.

## Distribución geográfica
Habita en la costa del Pacífico de América del Norte.